# Winthemia leucanae
Winthemia leucanae är en tvåvingeart som först beskrevs av James Barrie Kirkpatrick 1861.  Winthemia leucanae ingår i släktet Winthemia och familjen parasitflugor.
Artens utbredningsområde är Ohio. Inga underarter finns listade i Catalogue of Life.